# Філ Макгро
Фі́лліп Ке́лвін «Філ» Макгро́ (англ. Phillip Calvin "Phil" McGraw, нар.) — американський психолог, письменник, ведучий популярної телевізійної програми «Доктор Філ», автор декількох книжок-бестселерів із психології.

## Біографія
Філліп Макгро народився в Оклахомі, дитинство провів у цьому ж штаті, а також і у Техасі. У школі грав в американський футбол. Завдяки високій статурі та відмінним фізичним якостям гравця у футбол отримав бесплатну стипендію в Університеті Тулси. Навчання, однак закінчував у Техасі, де отримав спочатку ступінь магістра, а пізніше і доктора із психології. Після закінчення навчання, у 1979 році Філ займався приватною практикою разом із своїм батьком. Разом з цим, Філ створив власний мотиваційний психологічний семінар, де працював із групами пацієнтів.
У 1989 році Філ Макгро створив власну компанію Наука в судочинстві (англ. Courtroom Sciences). Компанія Макгро спеціалізувалася на наданні психологічної консультації адвокатам та правникам при підготовці та проведенні судових процесів, посередництві, тощо. Саме через свою компанію у 1996 році Філ Макгро познайомився із популярною ведучою телебачення Опрою Вінфрі. Макгро допоміг Опрі виграти судовий процес, який пред'явила проти неї асоціація виробників яловичини за звинуваченнями у скоєнні фінансових збитків її заявами на телебаченні. Пізніше Опра Вінфрі неодноразово зверталася до Філа за консультацією, а у 1998 році він став постійним експертом на шоу Опри і спеціалізувався аналізом психологічних відносин між запрошеними гостями шоу.
З часом Доктор Філ, як його почали називати на шоу Опри, почав набув неабиякої популярністі серед глядачів. Аудиторії подобалися його простий та доступний аналіз життєвих ситуацій відверта та іноді безкомпромісна поведінка на шоу. Восени 2002 року він розпочав власне шоу Доктор Філ. Шоу виходило щоденно протягом однієї години і швидко стало другою популярною телепрограмою після шоу Опри Вінфрі. Разом із телевізійною діяльністю Доктор Філ проводить мотиваційні семінари, є автором чотирьох книжок-бестселерів.